# Spiš
 (janvier 2024).
Si vous disposez d'ouvrages ou d'articles de référence ou si vous connaissez des sites web de qualité traitant du thème abordé ici, merci de compléter l'article en donnant les références utiles à sa vérifiabilité et en les liant à la section « Notes et références ».

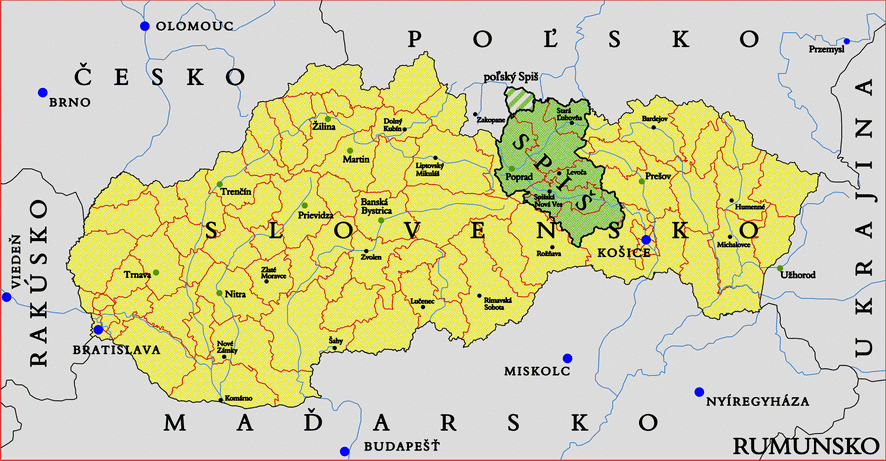
Le Spiš au sein de la Slovaquie.

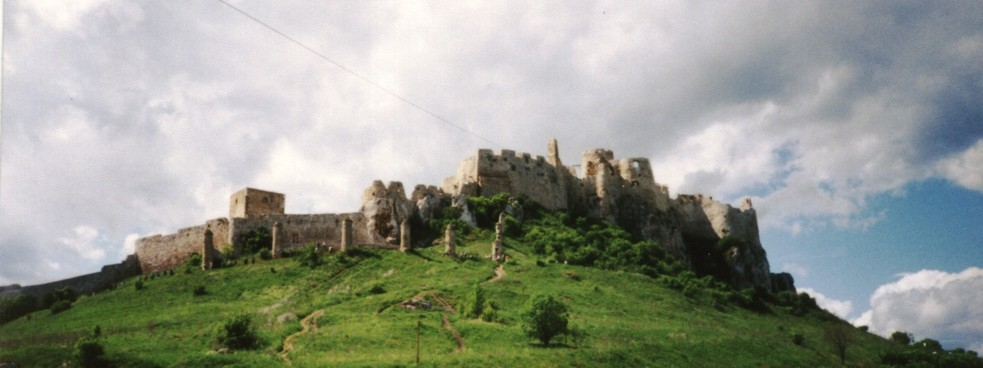
Ruines du Château de Spiš.

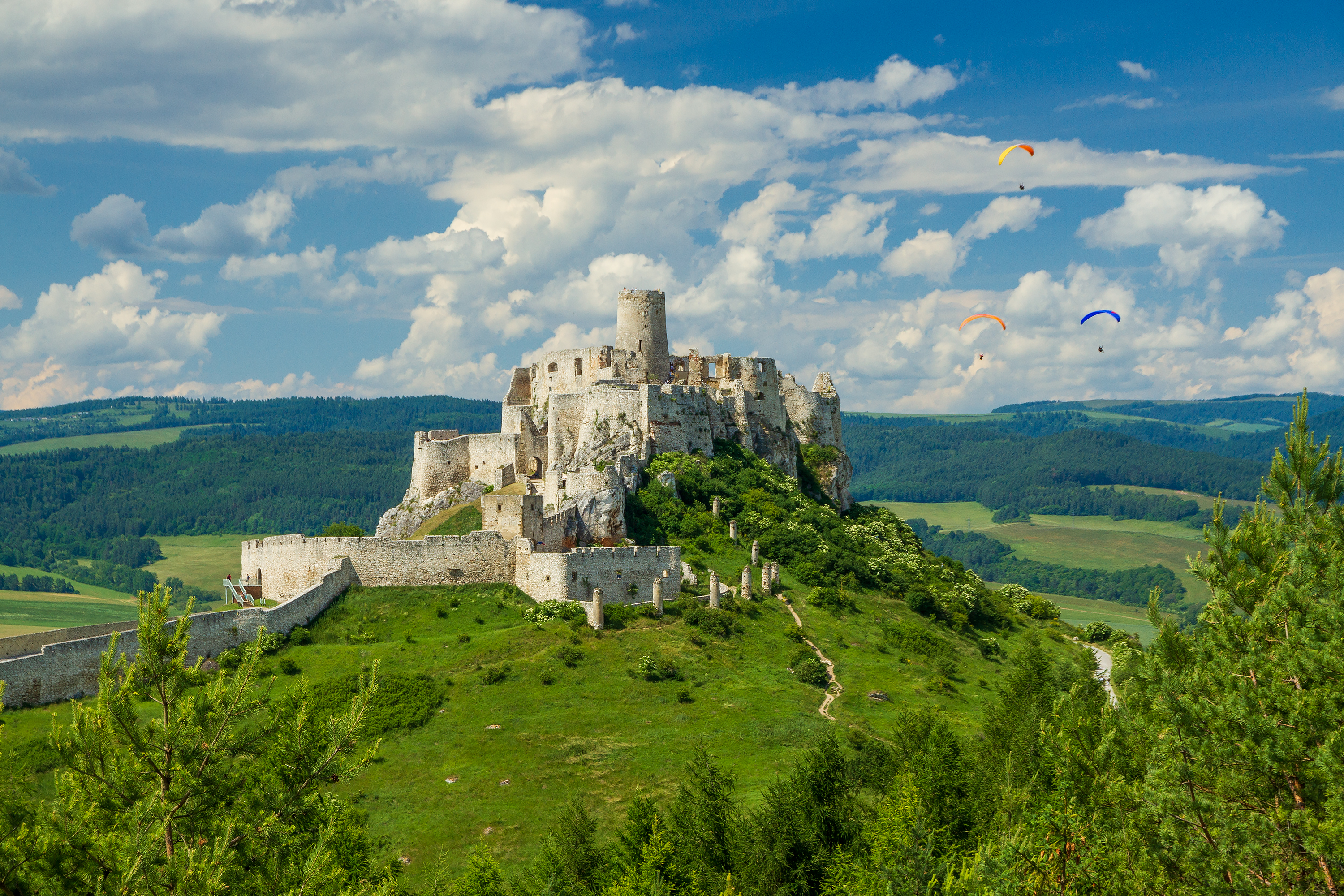
Une autre vue du château de Spiš.

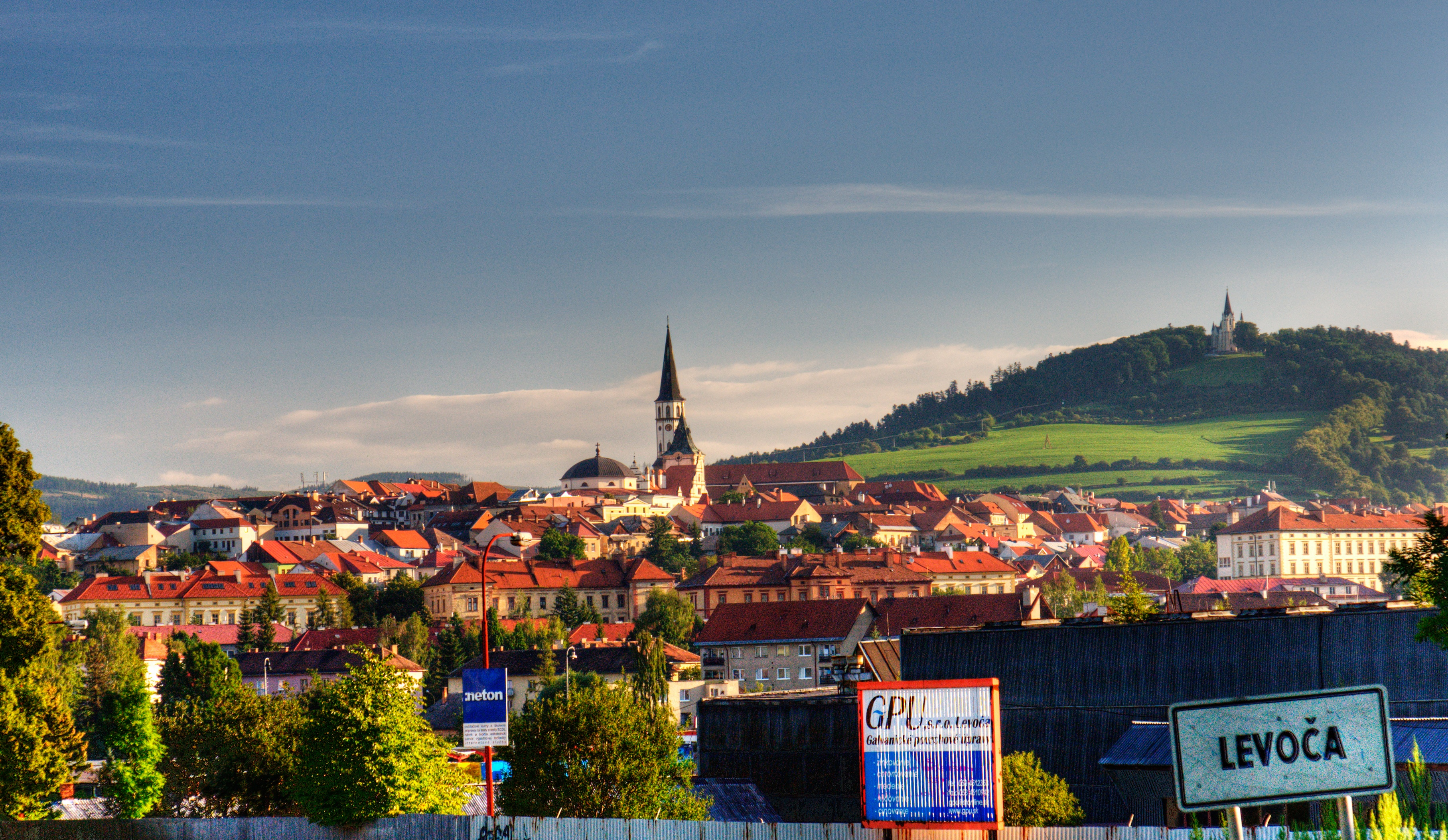
Vue de Levoča.

Le Spiš est une région historique du Nord-Est de la Slovaquie, partie des actuelles régions administrative de Prešov et de Košice.
Dans un sens large, son territoire est identique au territoire du comté de Szepes, dans un sens plus étroit (par exemple en tant que région touristique) il correspond aux districts de Kežmarok, Spišská Nová Ves, Gelnica, Košice-environs (en partie), Levoča, Stará Ľubovňa et Poprad.
La plus grande ville de la région est Poprad.
Le territoire est entouré par les régions de Liptov à l'ouest, de Šariš à l'est, d'Abov au sud-est et de Gemer au sud-ouest, et est limitrophe de la Pologne au nord.
Les limites historiques du Spiš remontent au XIe siècle, puis se sont étendues aux XIIe et XIIIe siècles au Zamagurie, à Podolínec, Hniezdne et Stará Ľubovňa et se sont alors maintenues sans changements majeurs jusqu'au début du XXe siècle.

## Géographie
La région est située entre les Hautes Tatras et la rivière Dunajec au nord, les sources du Váh, les Monts Métallifères slovaques et la rivière Hnilec au sud, et limitée à l'est par une ligne allant de Stará Ľubovňa à Margecany via le Branisko.
Le cœur de la région du Spiš est formé par les bassins des rivières Hornád et Poprad, et par les Hautes Tatras. Historiquement, le territoire est caractérisé par une proportion importante de forêts.

## Histoire
Des traces de peuplement remontant l'époque de Néandertal ont été trouvées dans des ruines à Gánovce et Bešeňová. Le territoire du Spiš a par la suite été peuplé par des Celtes. Il a appartenu à la Grande-Moravie puis, à la dissolution de celle-ci, est revenu à la Pologne.
Le sud de la région est conquis à la fin du XIe siècle par le Royaume de Hongrie, qui y établit dans la deuxième moitié du XIIe siècle le comté de Szepes (comitatus scepusiensis). La partie nord-est du Spiš, autour de Hniezdne et Stará Ľubovňa, appelée districtus podoliensis, n'est incluse que vers 1290. La frontière nord du royaume de Hongrie se stabilise au début du XIVe siècle.
En 1412, en vertu du traité de Lubowla, 16 villes, deux châteaux et plusieurs villages du Spiš furent donnés en gage à la Pologne par Sigismond de Luxembourg pour financer ses guerres avec la république de Venise. La Pologne les conservera durant 360 ans. En 1772, tous furent annexés par la monarchie des Habsbourg.
Beaucoup de villes et villages du Spiš se sont développés à la suite de la colonisation par les Allemands. Les colons allemands ont été invités sur ce territoire dès le XIIe siècle, principalement pour exploiter des mines. Ils constituent, de cette époque à la Seconde Guerre mondiale, une part importante de la population.
À la dissolution de la monarchie austro-hongroise en 1918, le Spiš est intégré à la Tchécoslovaquie nouvellement créée, puis, en 1993, lorsque la Tchécoslovaquie se sépare en deux États, devient une partie de la République slovaque.

## Tourisme
Sur le territoire du Spiš se trouvent quatre parc nationaux : le Parc national des Tatras, le Parc national des Piénines, le Parc national du Paradis slovaque et le Parc national des Basses Tatras.
La région compte plusieurs châteaux, notamment le château de Spiš, le plus grand d'Europe centrale, et les châteaux de Kežmarok, Stará Ľubovňa et Nedeca, ainsi que des monuments inscrits au patrimoine mondial de l'UNESCO : l'église articulaire en bois de Kežmarok, le centre historique de la ville de Spišské Podhradie, le village de Spišská Kapitula, siège du diocèse de Spiš, le centre historique de Levoča, et l'église du Saint-Esprit à Žehra.
Sont également situées dans la région les stations de sports d'hiver de Tatranská Lomnica, Bachledova, Plejsy et les stations thermales de Horný Smokovec, Nový Smokovec, Tatranská Kotlina, Tatranské Matliare et Vyšné Ružbachy.